# Henri Lachmann
Henri Lachmann (nacido el 13 de septiembre de 1938) es un ejecutivo de negocios francés. Se desempeñó como presidente y director ejecutivo de Schneider Electric de 1999 a 2005.

## Carrera
Nacido en Colmar, Lachmann se graduó en HEC Paris en 1961 y se convirtió en contador público. Comenzó su carrera en Arthur Andersen como auditor, antes de ser ascendido a director del departamento de auditoría contable.
En 1970, se convirtió en jefe de planificación de Strafor, antes de convertirse en su presidente en 1981.
Durante su mandato reestructuró la empresa, cerrando acerías y desarrollando la actividad de material de oficina. En 1990 también supervisó la fusión con Facom.
En 1996 se incorporó a Schneider Electric, sustituyendo a Didier Pineau-Valencienne como director general en 1999. El comienzo de su mandato estuvo marcado por el fracaso de la fusión entre Schneider Electric y Legrand.
Dejó sus responsabilidades ejecutivas en 2005, pero siguió siendo el jefe del consejo de supervisión de la empresa.

## Premios y reconocimientos
- Doctorado honoris causa de la Grenoble École de Management (2008)